# Filjovskaja (linka metra v Moskvě)

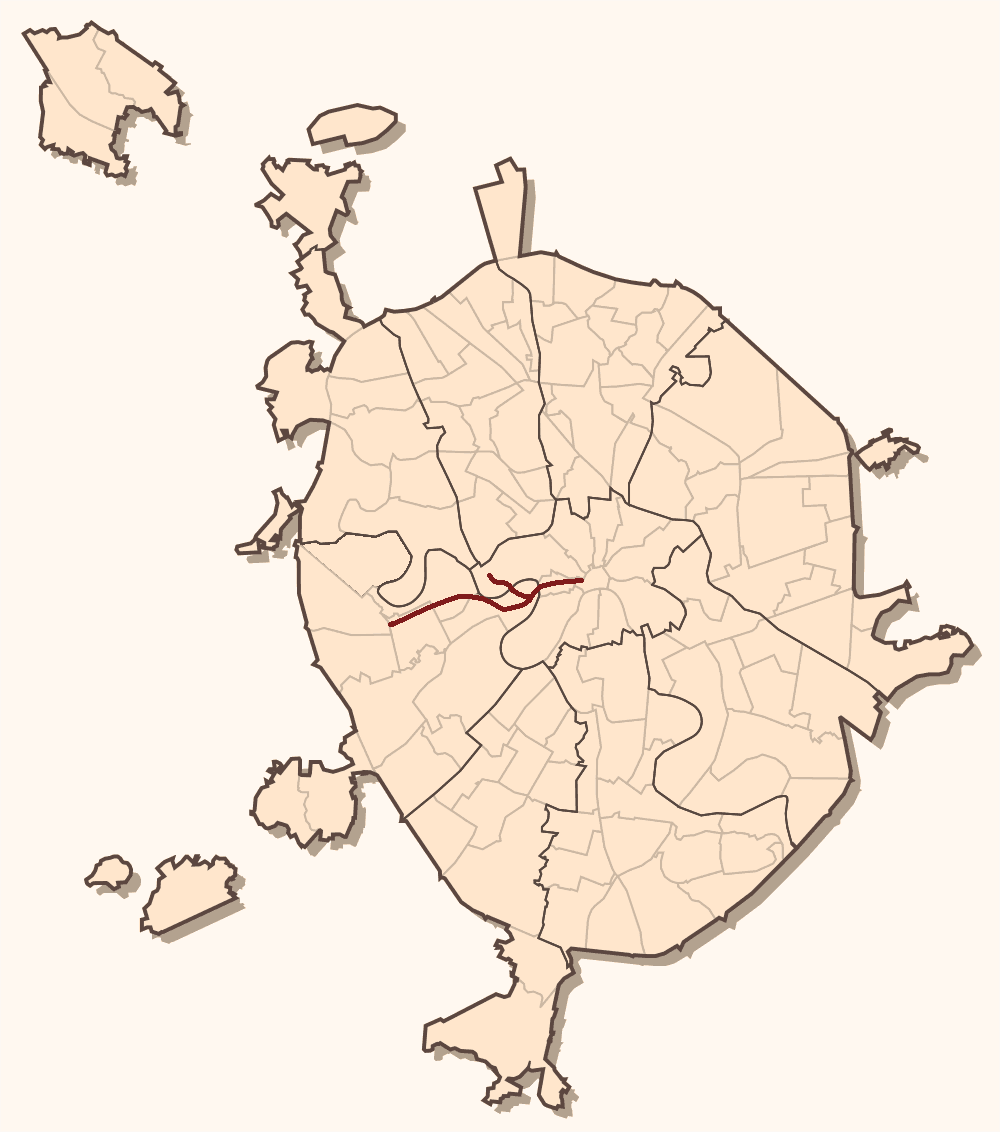
Poloha linky na mapě města

Filjovskaja (rusky Филёвская) je linka moskevského metra. Je značená světle modrou barvou, alternativně pak číslem čtyři. Původní název trasy je Arbatsko-Filjovskaja. Postavena byla v západní části města.

## Historie
První úsek této linky byl zprovozněn roku 1958. Nebylo však postaveno mnoho nových stanic; Filjovskaja vznikla z úseku původní Sokolničeské linky. Roku 1957 byla prodloužena a oddělena od původní Arbatsko-Pokrovské linky (k ní byla připojena po oddělení od Sokolničeské); Arbatsko-Pokrovskaja byla převedena do nové hluboko založené trasy a jako linka nová vznikla Filjovskaja s mělce založenými stanicemi. V 60. letech se tu poprvé v celé síti postavily povrchové stanice, tvůrci se inspirovali podobnou koncepcí v New Yorku. Ukázalo se však, že v krutém moskevském počasí se trať velmi rychle ničí. V roce 2005, když byla otevřena stanice Dělovoj centr, se linka rozvětvila (mezi roky 1984 a 1995 existovalo taky rozvětvení na Zamoskvorecké lince od stanice Kaširskaja, ale v současné době je to jediná rozvětvená linka v celé síti). V současnosti linku prodlužují severozápadním směrem a přes řeku Moskvu. Linka má vlastí depo u stanice Fili (Depo Filjovskoje), po které je také pojmenována.

### Chronologie otevírání jednotlivých úseků linky
| Úsek                                                                             | Datum otevření    | Délka        |
| -------------------------------------------------------------------------------- | ----------------- | ------------ |
| Aleksandrovskij sad – Smolenskaja                                                | 5. květen 1935    | 1,7 km       |
| Smolenskaja – Kijevskaja                                                         | 20. březen 1937   | 1,4 km       |
| Aleksandrovskij sad – Ploščaď Revoljucii                                         | 13. březen 1938   | 0,9 km       |
| Kijevskaja – Kutuzovskaja                                                        | 7. listopad 1958  | 2,3 – 0,9 km |
| Kutuzovskaja – Fili                                                              | 7. listopad 1959  | 1,7 km       |
| Fili – Pioněrskaja                                                               | 13. říjen 1961    | 3,5 km       |
| Pioněrskaja – Molodjožnaja                                                       | 5. červenec 1965  | 3,8 km       |
| Kuncevskaja                                                                      | 31. srpen 1965    |              |
| Molodjožnaja – Krylatskoje                                                       | 31. prosinec 1989 | 1,9 km       |
| Kijevskaja – Dělovoj centr (větev)                                               | 10. září 2005     | 2,2 km       |
| Dělovoj centr – Moskva-Siti (pokračování větve Mini-metro)                       | 30. srpen 2006    | 0,5 km       |
| (Otevření stanice Strogino na třetí lince a reorganizace, zkrácení čtvrté linky) | 8. leden 2008     | -14,3 km     |
| Celkem:                                                                          | 13 stanic         | 14 km        |

## Stanice
- Kuncevskaja (přestupní)
- Pioněrskaja
- Filjovskij park
- Bagrationovskaja
- Fili (přestupní)
- Kutuzovskaja (přestupní)
- Studenčeskaja
- Kijevskaja (přestupní)
  - Dělovoj centr (přestupní)
  - Moskva-Siti (přestupní)
- Smolenskaja
- Arbatskaja
- Aleksandrovskij sad (přestupní, původní názvy stanice jsou Komintern, Ulica Kominterna a Kalininskaja)